# Automeris orneates
Automeris orneates är en fjärilsart som beskrevs av Druce 1897. Automeris orneates ingår i släktet Automeris och familjen påfågelsspinnare. Inga underarter finns listade i Catalogue of Life.